# L'Auberge rouge (film, 1923)
Pour les articles homonymes, voir L'Auberge rouge.
Pour plus de détails, voir Fiche technique et Distribution.
L'Auberge rouge est un film muet français réalisé par Jean Epstein sorti en 1923.
Il s'agit d'une adaptation de la nouvelle L'Auberge rouge d'Honoré de Balzac.

## Synopsis
Deux militaires surpris par un orage trouvent une chambre dans une auberge près du Rhin. Ils sont obligés de la partager avec un troisième hôte, arrivé tout de suite après eux. L'homme possède une fortune en diamants dont il fait commerce. À son réveil, l'un des deux militaires qui est aussi médecin, trouve l'homme aux diamants mort dans la chambre, son compagnon de route a disparu. Le médecin est arrêté et fusillé. Cependant, le vrai coupable qui a fait fortune finira par être démasqué. Il s'agit de Jean-Frédéric Taillefer.
On notera que cette auberge n'a aucun rapport avec le « coupe-gorge » qu'était l'auberge de Peyrebeille, avec laquelle on la confond souvent.

## Fiche technique
- Réalisation : Jean Epstein
- Scénario : Jean Epstein, inspiré du roman d'Honoré de Balzac
- Premier assistant opérateur : Roger Hubert
- Photographie : Raoul Aubourdier
- Société de production : Pathé Consortium Cinéma
- Pays de production : France
- Format : noir et blanc – muet – 1,33:1 – 35 mm
- Genre : Film dramatique
- Durée : 66 minutes
- Date de sortie : 
  - France : 28 septembre 1923

## Distribution
- David Évremond[1] : le chirurgien militaire Jean-Frédéric Taillefer
- Léon Mathot : le médecin militaire Prosper Magnan
- Thomy Bourdelle : le diamantaire hollandais
- Pierre Hot[2] : l'aubergiste
- Gina Manès : la fille de l'aubergiste
- Marcelle Schmidt[3] : Victorine, la nièce de Taillefer
- Jacques Christiany : André, le fiancé de Victorine